# Centro de Estudos Brasileiros
O Centro de Estudos Brasileiros (CEB) da Universidade Federal de Goiás (UFG) foi uma das unidades acadêmicas desta universidade.
A proposta original do Centro de Estudos Brasileiros foi de ser a primeira faculdade de uma instituição brasileira que estudasse o Brasil a partir de suas particularidades e problemas, a partir de disciplinas de todas as áreas do conhecimento. A ideia foi do filósofo e professor Agostinho da Silva, que mencionou, durante a Primeira Semana de Planejamento da UFG, seu incômodo com a falta de institutos do gênero no país. A unidade foi criada em 11 de julho de 1962 e teve, como primeiro diretor, Gilberto Mendonça Teles. Outros professores notáveis que lecionaram no CEB foram Ático Vilas-Boas da Mota e Bernardo Élis. A unidade liberou duas graduações: Estudos Goianos e, depois, Estudos Brasileiros.
Com o Golpe de Estado no Brasil em 1964, o CEB foi um dos principais pontos afetados dentro da UFG. Um inquérito produzido pelos militares afirmava que o Centro de Estudos Brasileiro era um espaço de "subversão" e, por isso, o instituto foi fechado. Como alternativa para os estudantes, foram criados os cursos de História e Geografia, e as atividades foram remanejadas para outras faculdades.
Em 2013, o então reitor da UFG Edward Madureira Brasil anunciou a reabertura do Centro de Estudos Brasileiros não mais como faculdade, e sim como um projeto de extensão da UFG.